# الکسیس استوارت
الکسیس استوارت (انگلیسی: Alexis Stewart؛ زادهٔ ۲۷ سپتامبر ۱۹۶۵) مجری رادیو، مجری تلویزیون و روزنامه‌نگار اهل ایالات متحده آمریکا است.